# Антон Виктор фон Хабсбург-Лотарингия
Антон Виктор Йозеф Йохан Раймунд Австрийски (на немски: Anton Viktor Joseph Johann Raimund von Österreich) от династията Хабсбург-Лотарингия е последният избран курфюрст, архиепископ на Курфюрство Кьолн и епископ на Мюнстер (1801–1803). След това е петдесет и петият Велик магистър на рицарите от Тевтонския орден (1804–1835). Той е австрийски ерцхерцог по време на Германската медиатизация.